# Орьяк-дю-Перигор
Орья́к-дю-Периго́р (фр. Auriac-du-Périgord) — коммуна во Франции, находится в регионе Аквитания. Департамент — Дордонь. Входит в состав кантона От-Перигор-Нуар. Округ коммуны — Сарла-ла-Канеда.
Код INSEE коммуны — 24018.

## География

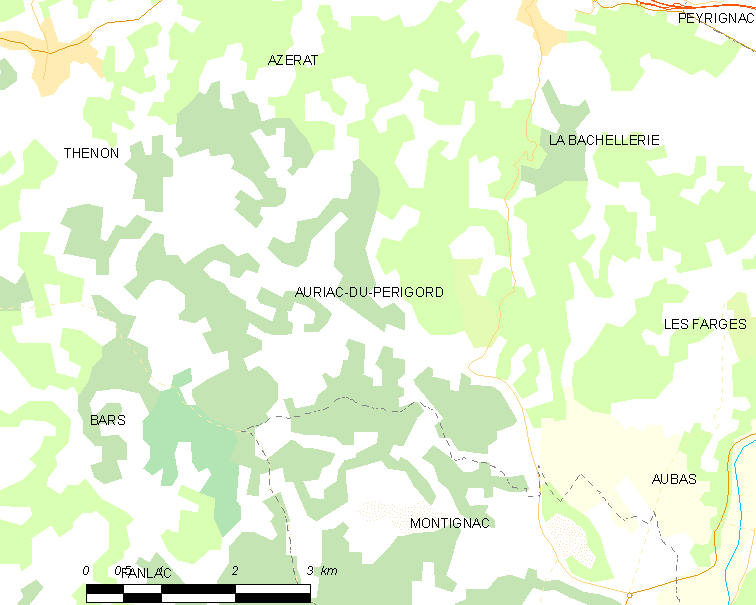
Карта коммуны

Коммуна расположена приблизительно в 430 км к югу от Парижа, в 140 км восточнее Бордо, в 34 км к востоку от Перигё.
По территории коммуны протекает река Лоранс.

### Климат
Климат умеренный океанический со средним уровнем осадков, которые выпадают преимущественно зимой. Лето здесь долгое и тёплое, однако также довольно влажное, здесь не бывает регулярных периодов летней засухи. Средняя температура января — 5 °C, июля — 18 °C. Изредка вследствие стечения неблагоприятных погодных условий может наблюдаться непродолжительная засуха или случаются поздние заморозки. Климат меняется очень часто, как в течение сезона, так и год от года.

## Население
Население коммуны на 2010 год составляло 419 человек.
| 1962 | 1968 | 1975 | 1982 | 1990 | 1999 | 2010 |
| ---- | ---- | ---- | ---- | ---- | ---- | ---- |
| 356  | 338  | 316  | 333  | 377  | 396  | 419  |

## Администрация
| Период | Период | Фамилия       | Партия                    | Примечания                  |
| ------ | ------ | ------------- | ------------------------- | --------------------------- |
| 1989   | 2001   | Поль Дювале   | Социалистическая партия   | член парламента (1988—1993) |
| 2001   | 2020   | Доминик Дюрюи | Союз за народное движение | без определённых занятий    |

## Экономика
В 2010 году среди 269 человек трудоспособного возраста (15-64 лет) 186 были экономически активными, 83 — неактивными (показатель активности — 69,1 %, в 1999 году было 68,2 %). Из 186 активных жителей работали 166 человек (94 мужчины и 72 женщины), безработных было 20 (6 мужчин и 14 женщин). Среди 83 неактивных 25 человек были учениками или студентами, 36 — пенсионерами, 22 были неактивными по другим причинам.

## Достопримечательности
- Церковь Св. Стефана (XII век). Исторический памятник с 1973 года[5]
- Часовня Св. Ремигия. Исторический памятник с 1948 года[6]
- Замок Фай[фр.] (XIII век). Исторический памятник с 1948 года[7]

## Фотогалерея

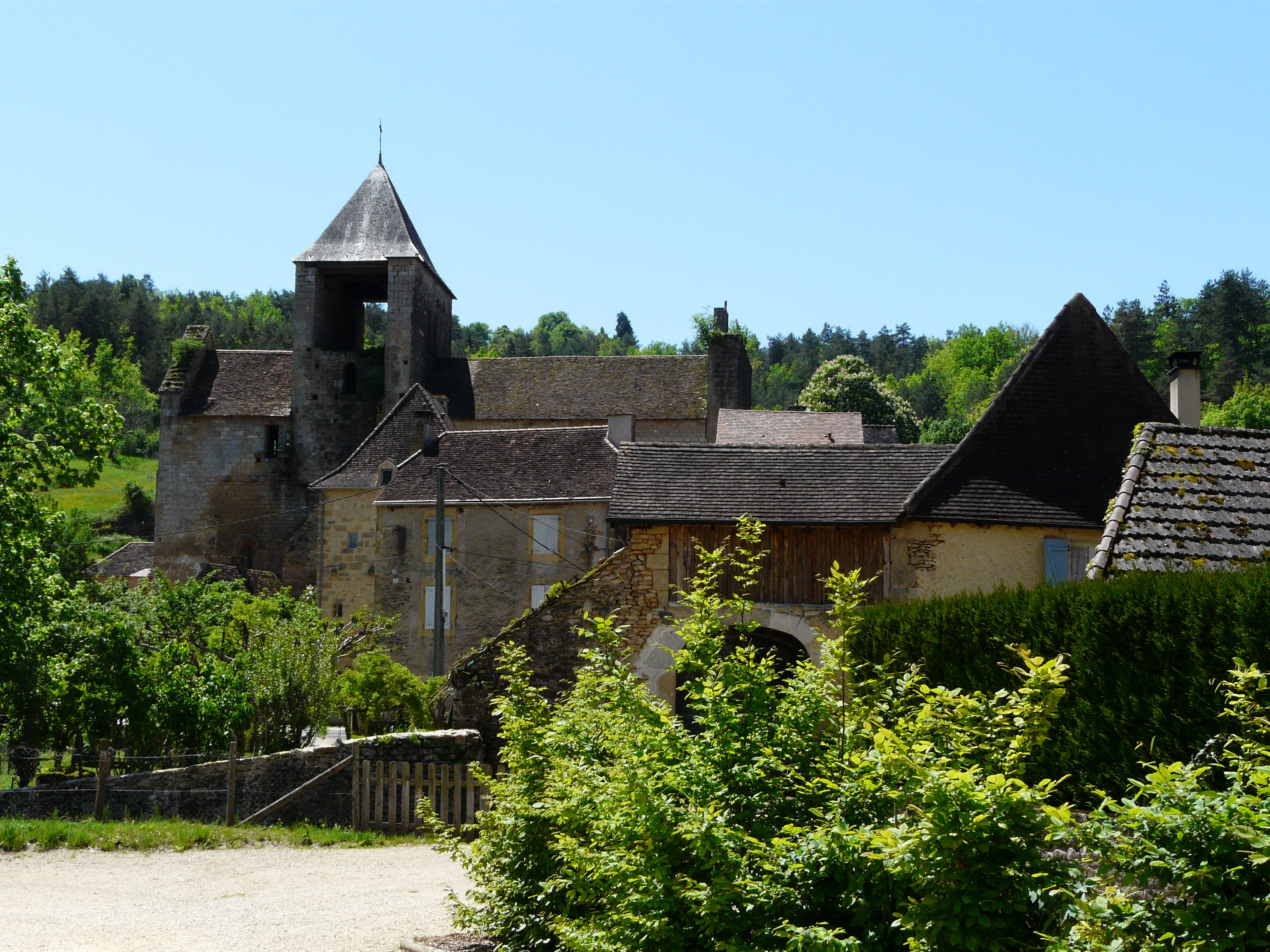
Орьяк-дю-Перигор
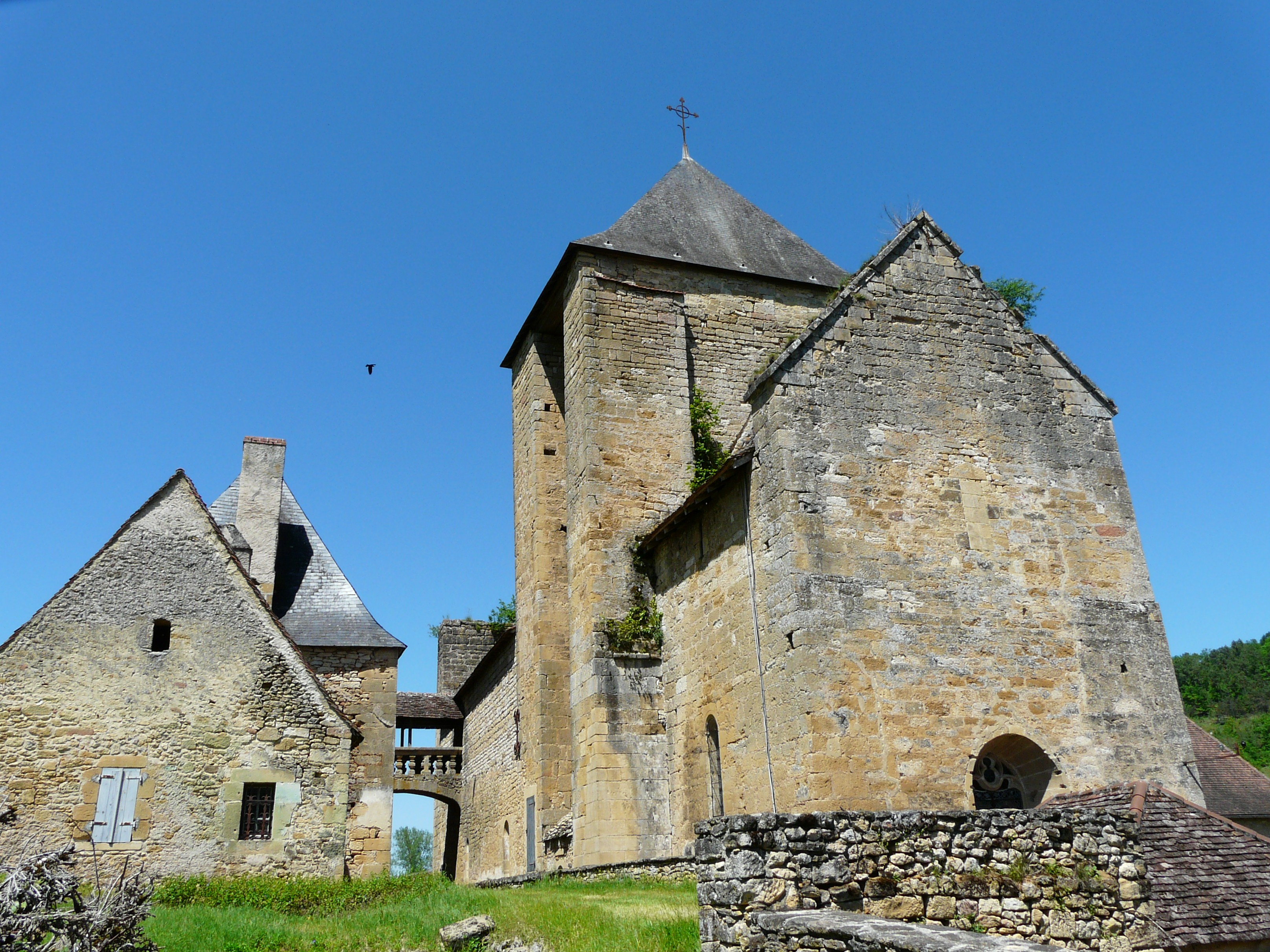
Церковь Св. Стефана
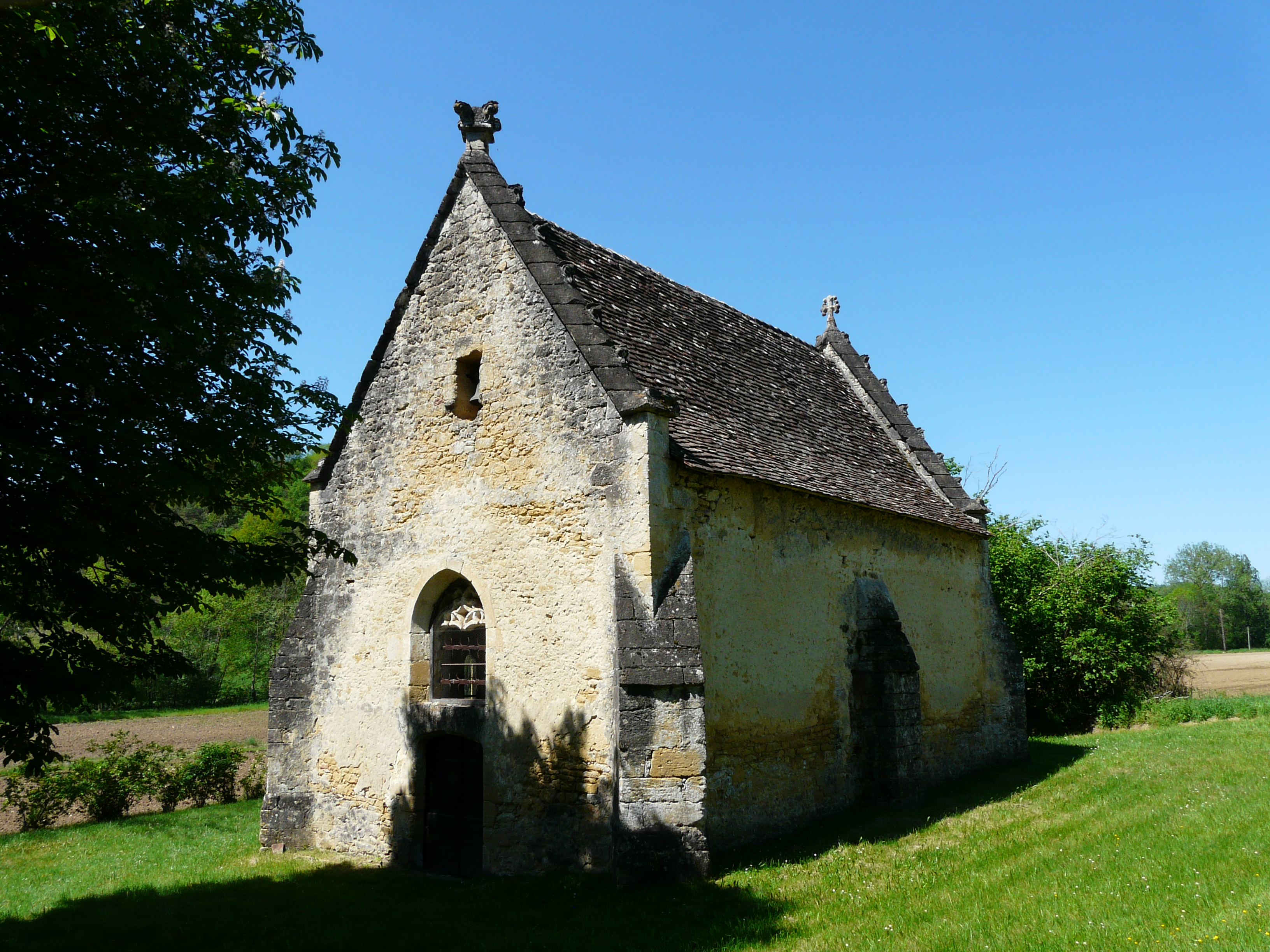
Часовня Св. Ремигия
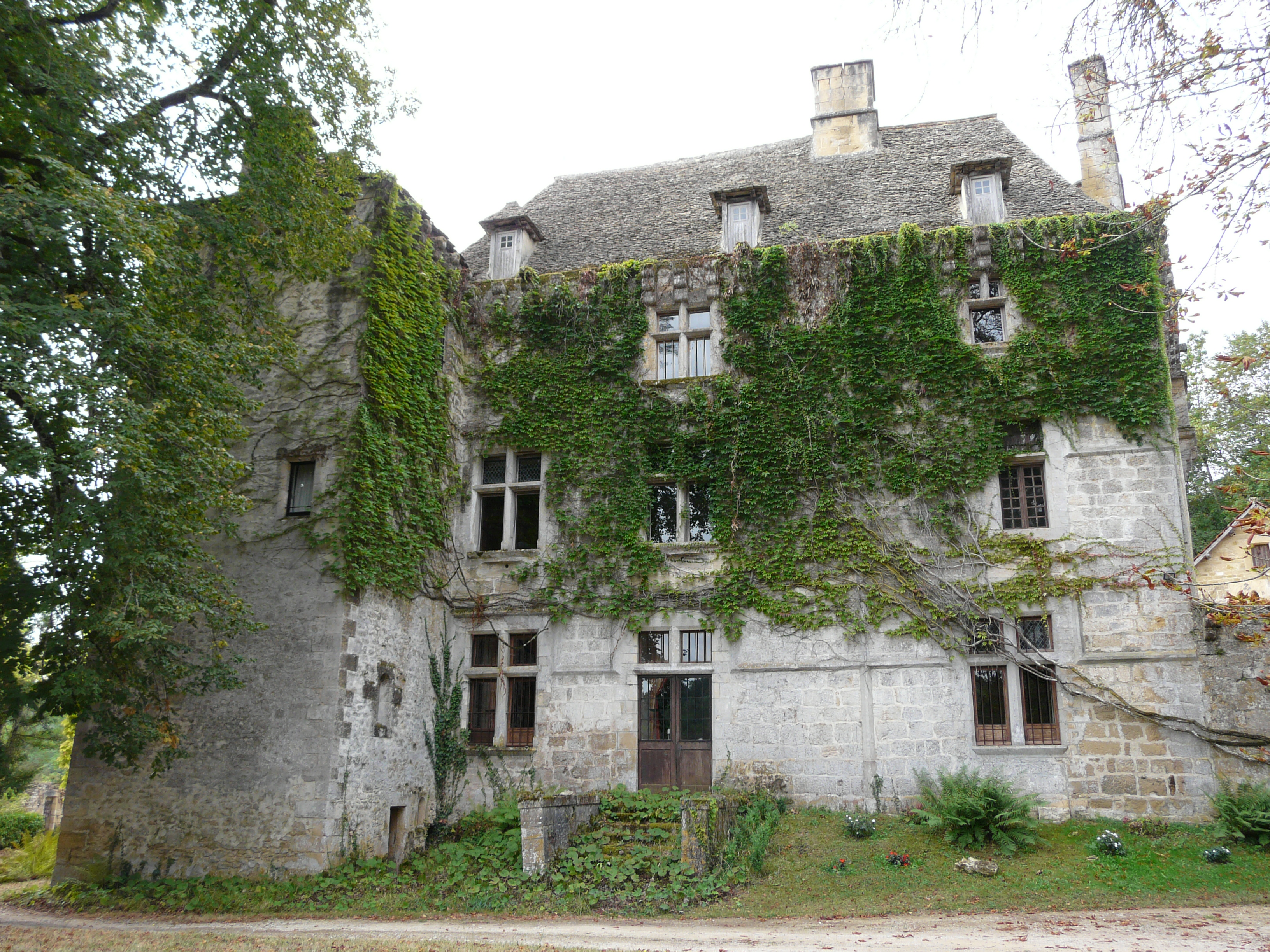
Замок Фай
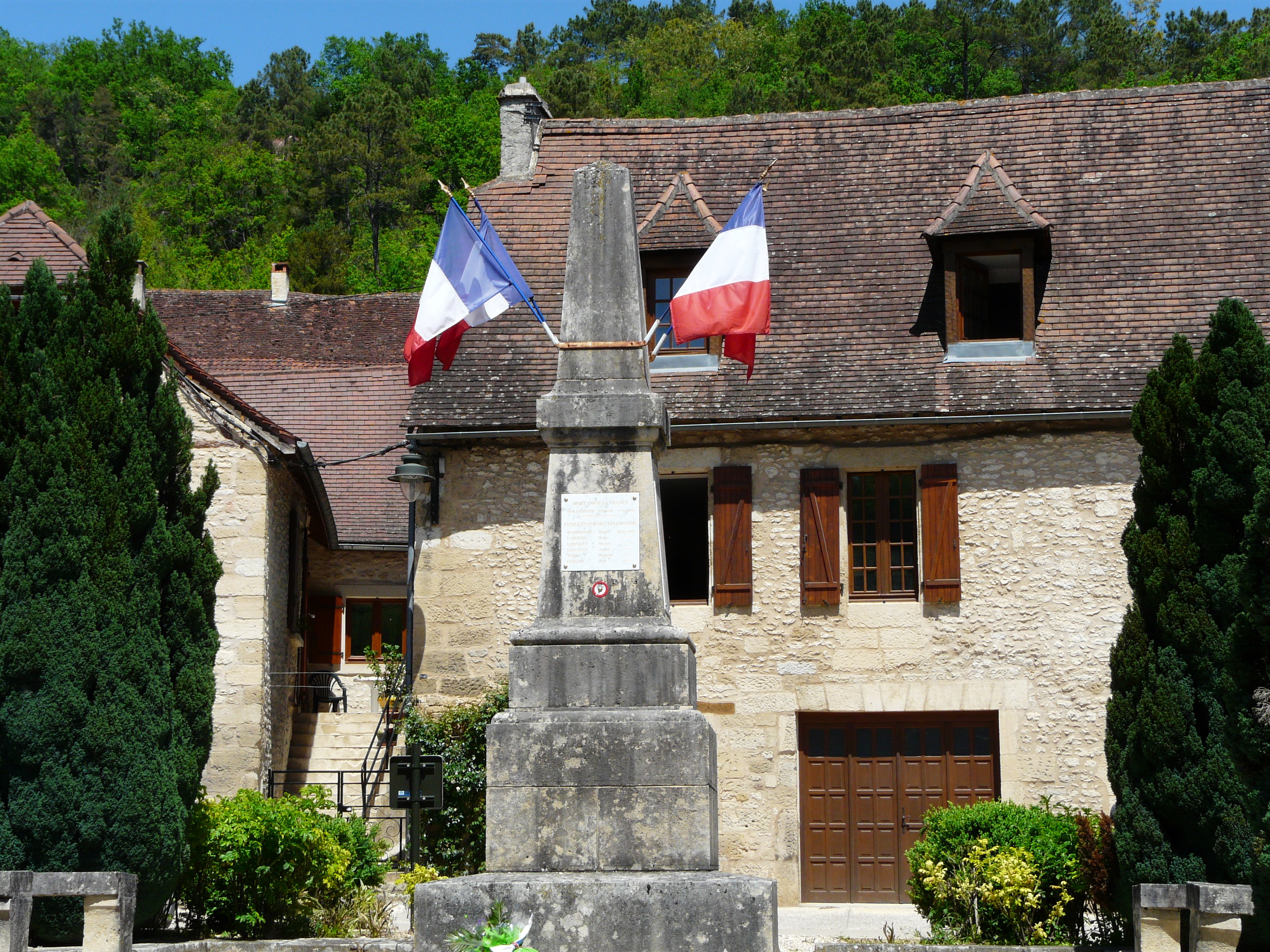
Военный мемориал
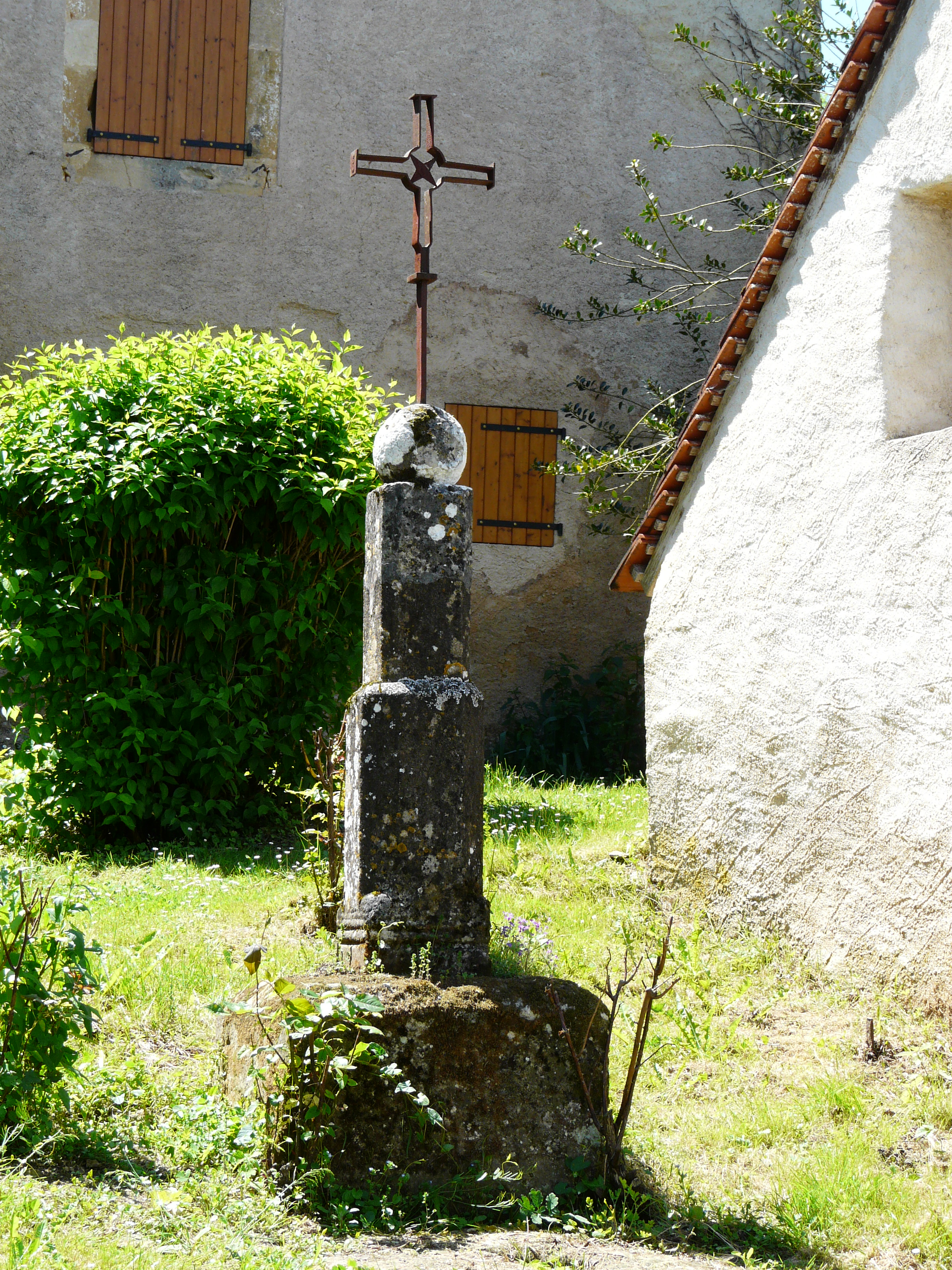
Крест
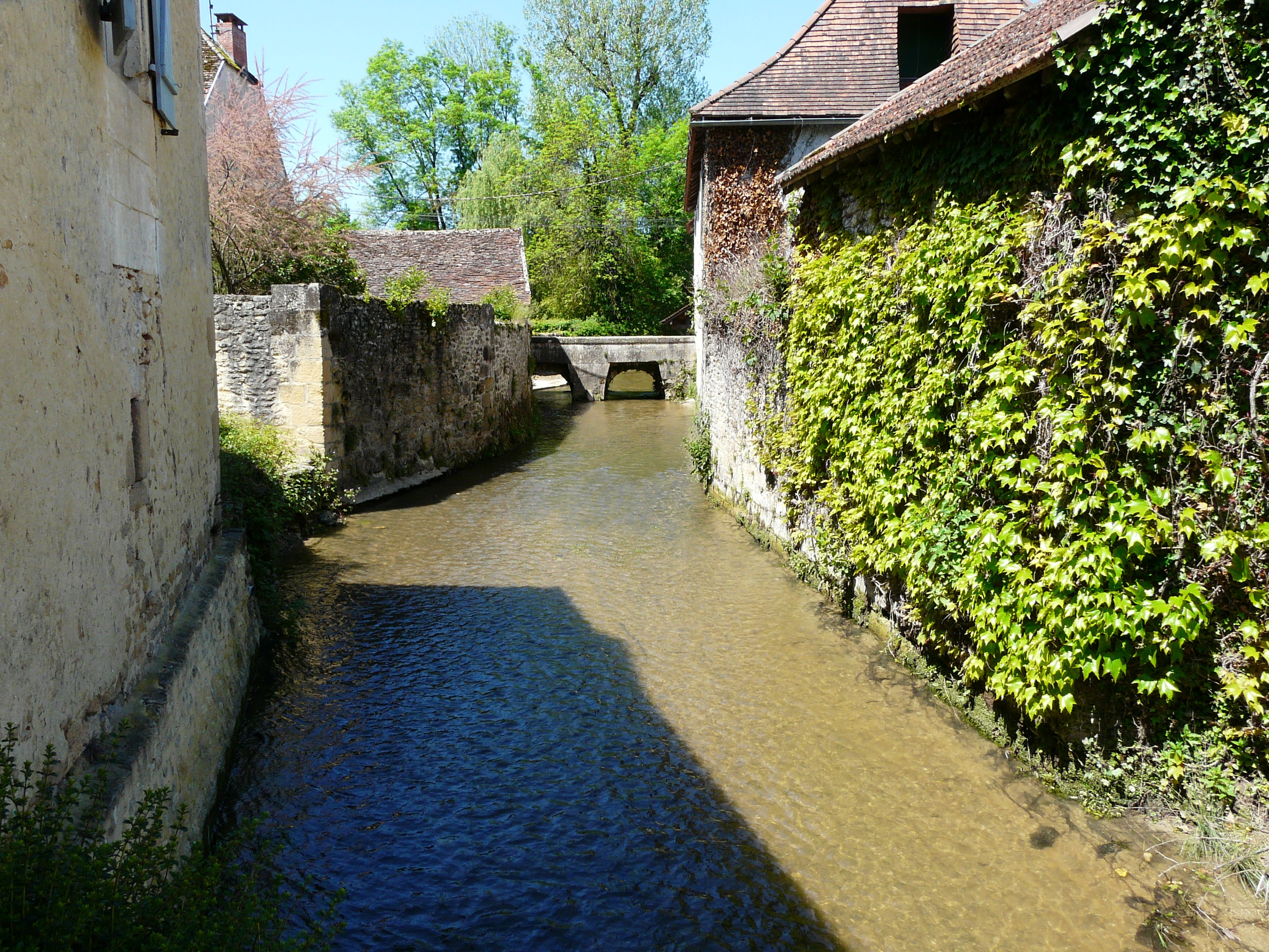
Река Лоранс